# Thomas Briels
Thomas Briels (Wilrijk, 23 agosto 1987) è un hockeista su prato belga.

## Palmarès

### Olimpiadi
- 1 medaglia:
  - 1 argento (Rio de Janeiro 2016)

### Europei
- 1 medaglia:
  - 1 argento (Amsterdam 2017)